# First Sensibility
First Sensibility – pierwszy album studyjny południowokoreańskiej grupy B.A.P, wydany 3 lutego 2014 roku przez wytwórnię TS Entertainment. Płytę promował singel „1004 (Angel)”. Sprzedał się w nakładzie 106 190 egzemplarzy w Korei Południowej (stan na grudzień 2014 r.).

## Lista utworów
| Nr  | Tytuł                      | Słowa                                                           | Muzyka                                           | Czas |
| --- | -------------------------- | --------------------------------------------------------------- | ------------------------------------------------ | ---- |
| 1.  | "B.A.P (Intro)"            | Lim Sang-hyuk, Sleepy, Son Young-jin, Bang Yong-guk             | Lim Sang-hyuk, Sleepy, Son Young-jin             | 1:28 |
| 2.  | "1004 (Angel)"             | Kang Ji-won, Kim Ki-bum, Bang Yong-guk                          | Kang Ji-won, Kim Ki-bum                          | 3:25 |
| 3.  | "Easy" (kor. 쉽죠 Swipjyo) | Lim Sang-hyuk, Sleepy, Son Young-jin, Kim Tae-ho, Bang Yong-guk | Lim Sang-hyuk, Sleepy, Son Young-jin, Kim Tae-ho | 3:36 |
| 4.  | "SPY"                      | Park Su-seok, iNoo, Bang Yong-guk                               | Park Su-seok, iNoo                               | 3:08 |
| 5.  | "Check On"                 | Jeon Da-woon, D.Action, Bang Yong-guk                           | Jeon Da-woon, D.Action                           | 3:06 |
| 6.  | "Shady Lady"               | Park Su-seok, iNoo, Bang Yong-guk                               | Park Su-seok                                     | 3:46 |
| 7.  | "Lovesick"                 | Kang Ji-won, Kim Ki-bum, Bang Yong-guk                          | Kang Ji-won, Kim Ki-bum                          | 3:28 |
| 8.  | "Bang X2"                  | Jeon Da-woon, Bang Yong-guk                                     | Jeon Da-woon                                     | 3:26 |
| 9.  | "S.N.S"                    | Marco, Bang Yong-guk                                            | Marco                                            | 3:29 |
| 10. | "Body & Soul"              | Marco, Bang Yong-guk                                            | Marco                                            | 3:47 |
| 11. | "Save Me"                  | Park Su-seok, iNoo, Bang Yong-guk                               | Park Su-seok                                     | 3:39 |
| 12. | "B.A.B.Y"                  | Marco, Bang Yong-guk                                            | Marco                                            | 3:37 |
| 13. | "With You"                 | Kang Ji-won, Kim Ki-bum, Bang Yong-guk                          | Kang Ji-won, Kim Ki-bum                          | 4:07 |

## Notowania
| Lista                    | Pozycja |
| ------------------------ | ------- |
| Gaon Weekly Album Chart  | 1       |
| Gaon Monthly Album Chart | 1       |
| Gaon Yearly Album Chart  | 13      |
| Five Music (Tajwan)      | 1       |